# Estación San Jacinto (Guadalajara)
San Jacinto es la tercera estación de la Línea 2 del Tren Ligero de Guadalajara en sentido oriente a poniente, y octava en sentido opuesto.
Está situada en la avenida Francisco Javier Mina - bajo la cual corre dicha línea 2, junto al Parque San Jacinto y en el cruce con el circuito Circunvalación en la sección Plutarco Elías Calles / San Jacinto.
Presta servicio a las colonias El Progreso, San Andrés y Santa María del Silo. Su logotipo es una silueta estilizada de San Jacinto, santo muy venerado en Polonia, su tierra natal.
Durante los Juegos Panamericanos de 2011 esta estación tuvo una enorme importancia, debido a su cercana ubicación al Parque San Rafael, en donde se ubicaron algunas sedes deportivas.[cita requerida]

## Puntos de interés
- Parque San Jacinto.
- Parque de San Rafael.